# New York State Route 175
Pour les articles homonymes, voir Route 175.
 (mars 2016).
Si vous disposez d'ouvrages ou d'articles de référence ou si vous connaissez des sites web de qualité traitant du thème abordé ici, merci de compléter l'article en donnant les références utiles à sa vérifiabilité et en les liant à la section « Notes et références ».
La New York State Route 175 (NY 175) est une route d'État américaine située dans le comté d'Onondaga (État de New York). Longue de 24,88 km (15,46 miles), elle commence à l'intersection avec l'U.S. Route 20 (US 20) à l'est du village de Skaneateles, traverse le village de Marcellus avant de se terminer à l'intersection avec l'U.S. Route 11 à Syracuse.
La section de la NY 175 entre Marcellus et la fin de la section commune avec la NY 173 fait partie de la section à péage de Seneca (New York), qui a été créée en 1800 et dissoute en 1852. Cette portion du péage de Seneca fut déterminante dans le développement des villages de Skaneateles et Marcellus. Quand elle fut aménagée en 1930, la NY 175 était une portion d'autoroute reliant Marcellus à Onondaga, elle entraîna un développement de la population le long de son tracé.